# Cathédrale d'Orvieto
La cathédrale d’Orvieto se dresse au sommet de la colline d’Orvieto et domine les autres édifices. Le Duomo dédié à l’Assomption de Marie, est une des œuvres les plus grandioses de l’architecture médiévale italienne. De style gothique, elle est notamment célèbre pour sa façade, ainsi que pour la chapelle San Brizio, décorée des fresques de Fra Angelico et Luca Signorelli.

## Historique

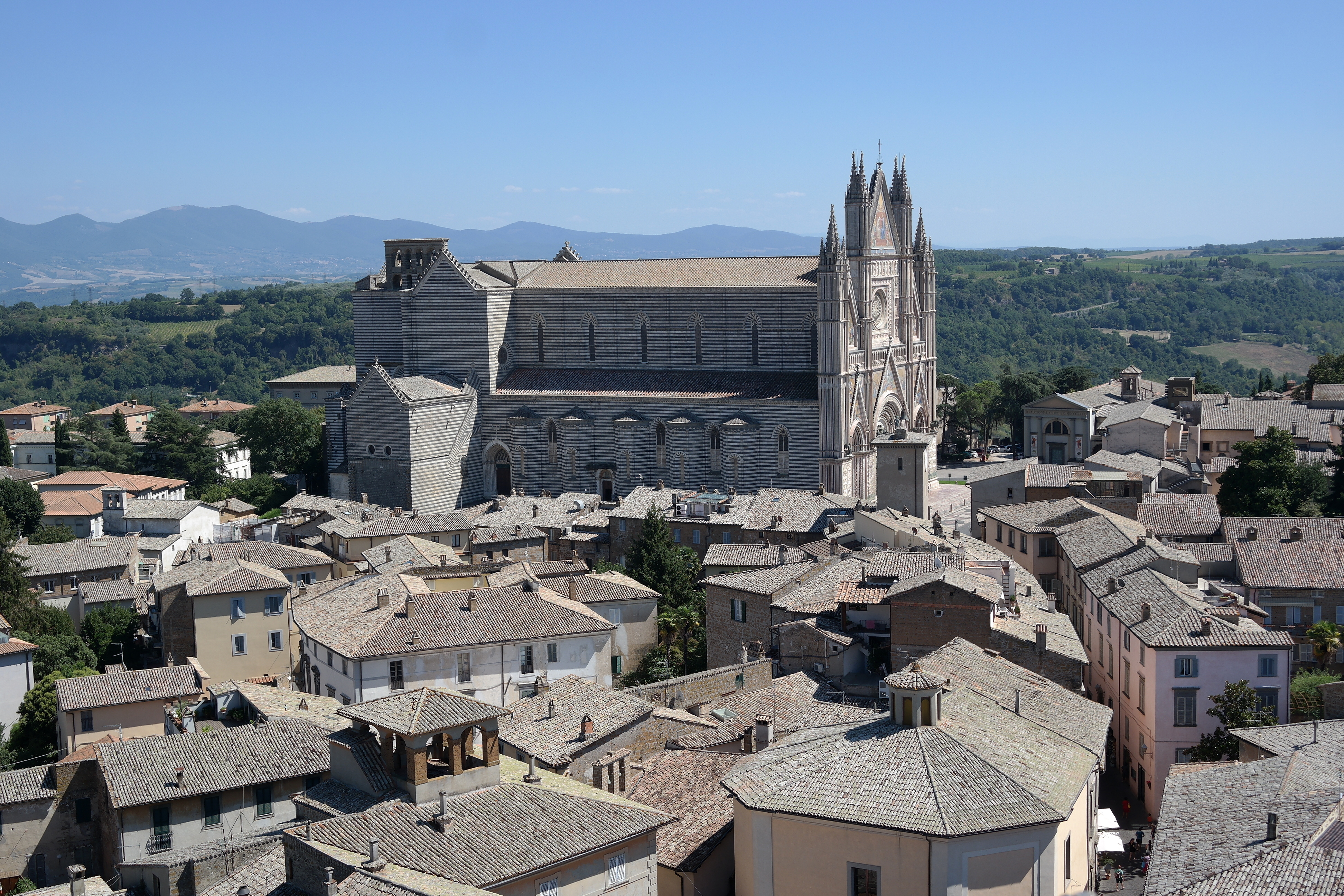
Vue générale avec une partie de la ville.

La première pierre fut posée le 13 novembre 1290 par le pape Nicolas IV. Dénommée pendant plus de quatre siècles Santa Maria delle Stella – Sainte Marie de l’Étoile – elle fut rebaptisée Santa Maria Assunta in Cielo au XIXe siècle.
Durant la première période de la construction, les travaux ont été dirigés par Fra’ Bevignate mais c’est avec l’arrivée de Lorenzo Maitani (1308) que des modifications radicales au projet initial furent introduites avec la mise en œuvre d’un plan gothique en croix latine. Toujours de Maitani est la façade imposante à trois gables et trois pignons (1310). L’achèvement du transept fut réalisé avec la chapelle du Corporal (1350-1355) et la chapelle de Saint Brice (1408). D’autres artistes illustres se manifestèrent à Orvieto comme Andrea Pisano en 1347, Andrea Orcagna en 1359, Antonio Federighi (de 1415 à 1456) et Antonio da Sangallo le Jeune qui refit le pavement de la cathédrale.
En 1890, on voulut revenir à une certaine pureté originelle en retirant des éléments postérieurs datant du Moyen Âge tardif et de la Renaissance.

## Extérieur

### Façade

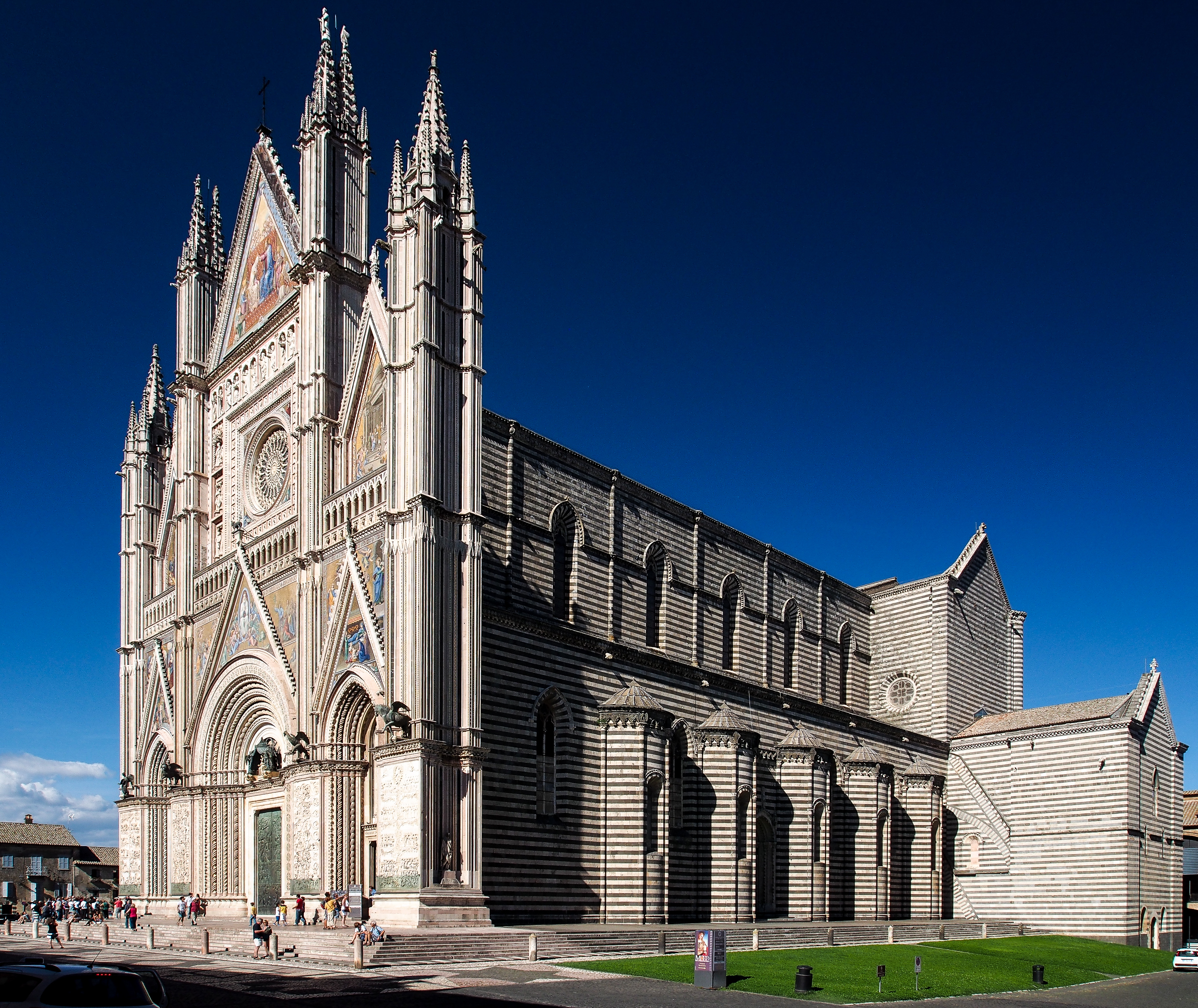
Flanc droit de la cathédrale, avec la façade.

D'abord la façade consiste en un immense triptyque gothique d’où ressortent des bas-reliefs, servant de base architecturale, et des mosaïques dont les couleurs exaltent l'ensemble. Son ossature est constituée de quatre pilastres entre lesquels s’ouvrent trois portails surmontés de gâbles qui rejoignent une galerie à arches trilobés divisant horizontalement la façade.
La partie supérieure est caractérisée par une splendide rosace centrale et se termine par trois pignons répétant le motif des trois gâbles inférieurs et séparés par des pinacles reposant sur les pilastres. Ces différents éléments sont surmontés de statues de saints.

#### Bas-reliefs

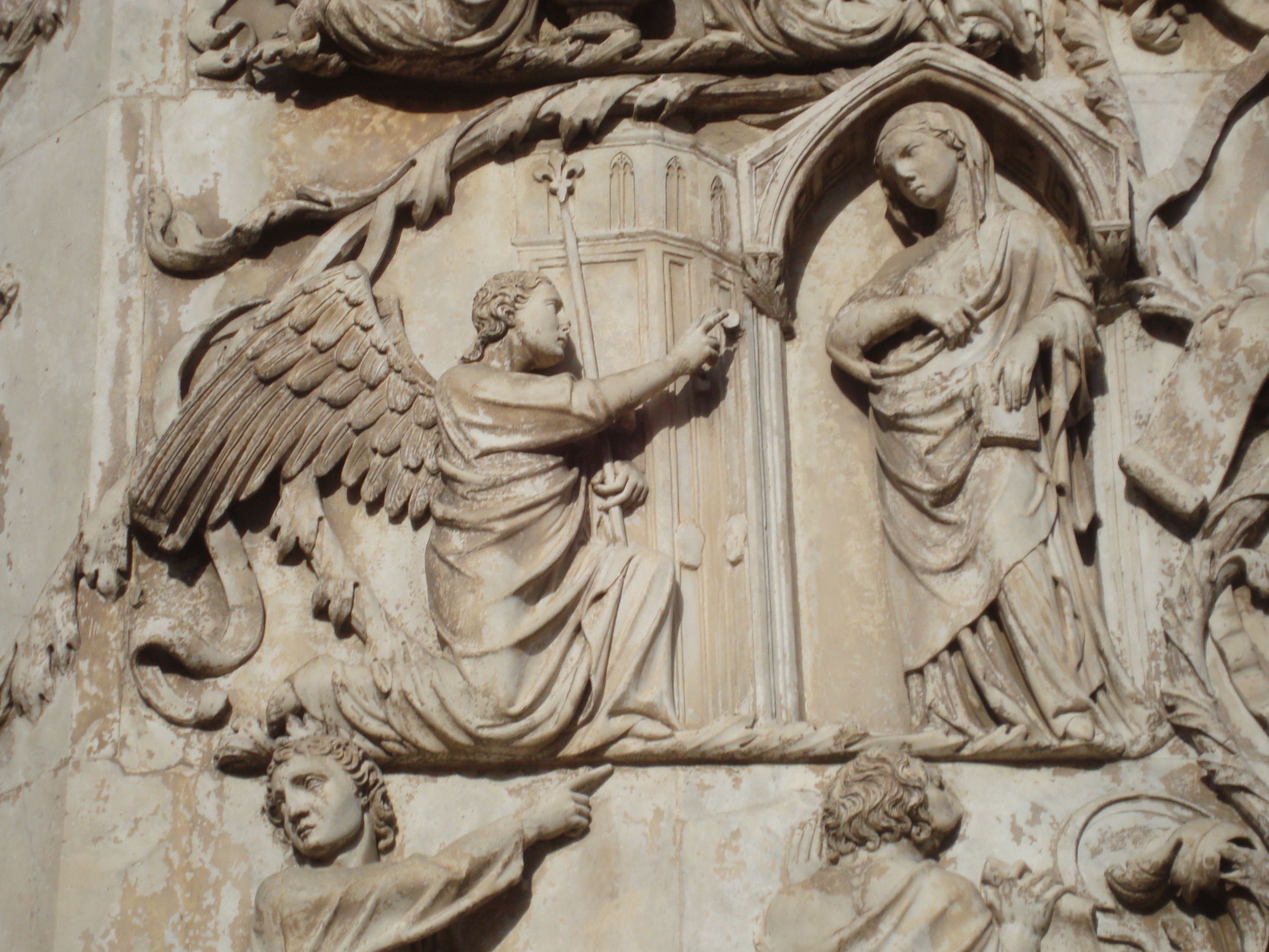
Bas-relief de lAnnonciation.

Vers 1320-1330 furent réalisés les bas-reliefs qui ornent les quatre pilastres de la base, entre les portes, et qui sont d’une richesse exceptionnelle. Y sont représentés, dans un entrelacs de tiges et de feuilles d’acanthe, des thèmes de l’Ancien et du Nouveau Testament. Le premier pilier raconte la création du monde, Adam et Ève, Caïn et Abel, la vie de l’Homme après le péché originel - où l’on aperçoit probablement Maitani lui-même en train de dessiner. Le second raconte la vision d’Abraham ou de Jessé : le patriarche voit se dérouler l’histoire à venir, peuplée des rois et des prophètes pour aboutir finalement à la venue du Sauveur. La vision de Jacob présentée dans le troisième pilier s’attache au Nouveau Testament : des anges contemplent en adoration différents épisodes de la vie de Jésus, depuis l'annonciation et l’incarnation jusqu’à la crucifixion et la résurrection. Le quatrième pilier est consacré au jugement dernier : la résurrection des morts, les justes conduits au Paradis où ils sont admis à contempler la gloire de Dieu, les Saints, les Apôtres, Jean et Marie devant le Rédempteur, tandis qu’en bas à droite figurent les damnés et les réprouvés conduits en Enfer.
Sur les pilastres au-dessus des bas-reliefs, apparaissent quatre statues en bronze de Lorenzo Maitani, l’ange, le lion, l’aigle et le taureau symbolisant les quatre évangélistes.

#### Rosace
Œuvre de Andrea Orcagna en 1358, la splendide rosace à double cercle de colonnettes séparés par des arcs montre au centre le visage du Rédempteur. Les figures des quatre Docteurs de l’Église ornent les angles du carré dans lequel s’inscrit la rosace, et que bordent 52 têtes de saints en relief du XIVe siècle. À gauche et à droite de la rosace, les statues de marbre des douze prophètes datent de la même période et sont surmontées des statues en travertin des douze apôtres exécutées en 1556.

#### Mosaïques
Toute la façade est ornée de mosaïques qui accompagnent les éléments architecturaux en développant sur de grands espaces des thèmes de la vie de la Vierge. Ces mosaïques confèrent à la façade sa splendeur notamment quand les rayons du soleil viennent l’illuminer. Au-dessus du portail central, dont le projet revient à Ludovico Mazzanti, est représentée l’Assomption de la Vierge tandis que le portail de gauche montre le baptême du Christ et celui de droite la Nativité de Marie. Sur les côtés des gâbles des portes latérales, on peut voir à gauche l’Annonciation et à droite Saint Joachim et Saint Anne. Au niveau de la rosace, la partie gauche présente le mariage de la Vierge et la partie droite la présentation de Jésus au Temple. Au sommet triangulaire, au-dessus de la rosace, figure le Christ couronnant la Madone reine des anges et des saints.

#### Porte centrale
La porte centrale en bronze est d'Emilio Greco, sur le thème des œuvres de miséricorde (1964) ; elle a été installée en 1970 à la place des anciennes portes en bois, une fois apaisée la controverse sur ce remplacement.
Les flancs de la cathédrale montrent l’alternance de marbres blanc et noir (typiques des édifices italiens comme le Duomo de Sienne, celui de Florence et des cathédrales ligures) : celui de droite s’ouvre dans la porta di Postieria, magnifique portail ogival de style pisan, ayant appartenu probablement à Santa Maria de Episcopatu, l’église démolie sur laquelle fut érigée la cathédrale. Le côté gauche s’enrichit de la statue en marbre de la Sybille Eritrea d’Antonio Federighi.

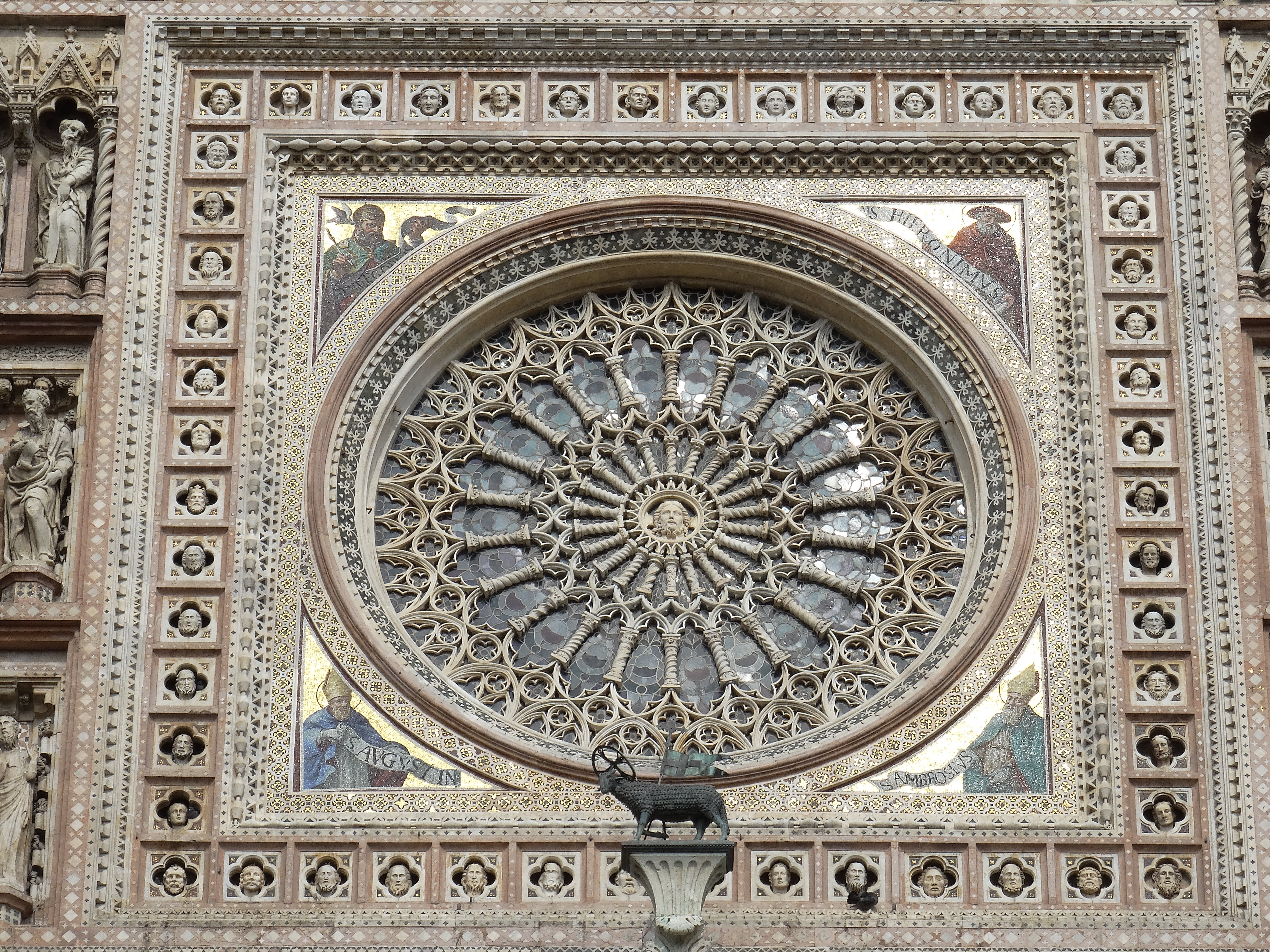
La rosace de la façade.
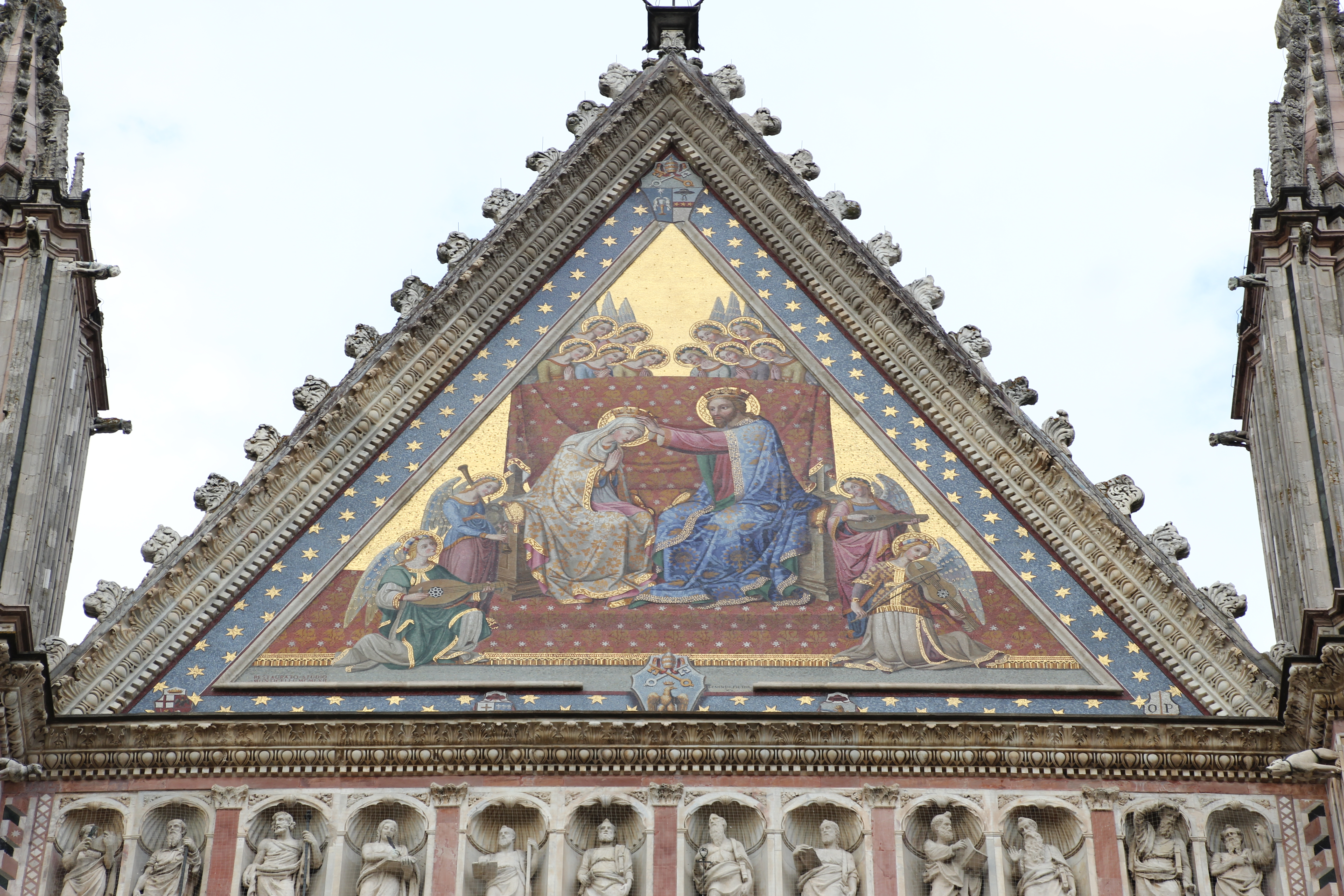
La mosaïque du Couronnement de la Vierge sur le pignon supérieur de la cathédrale.
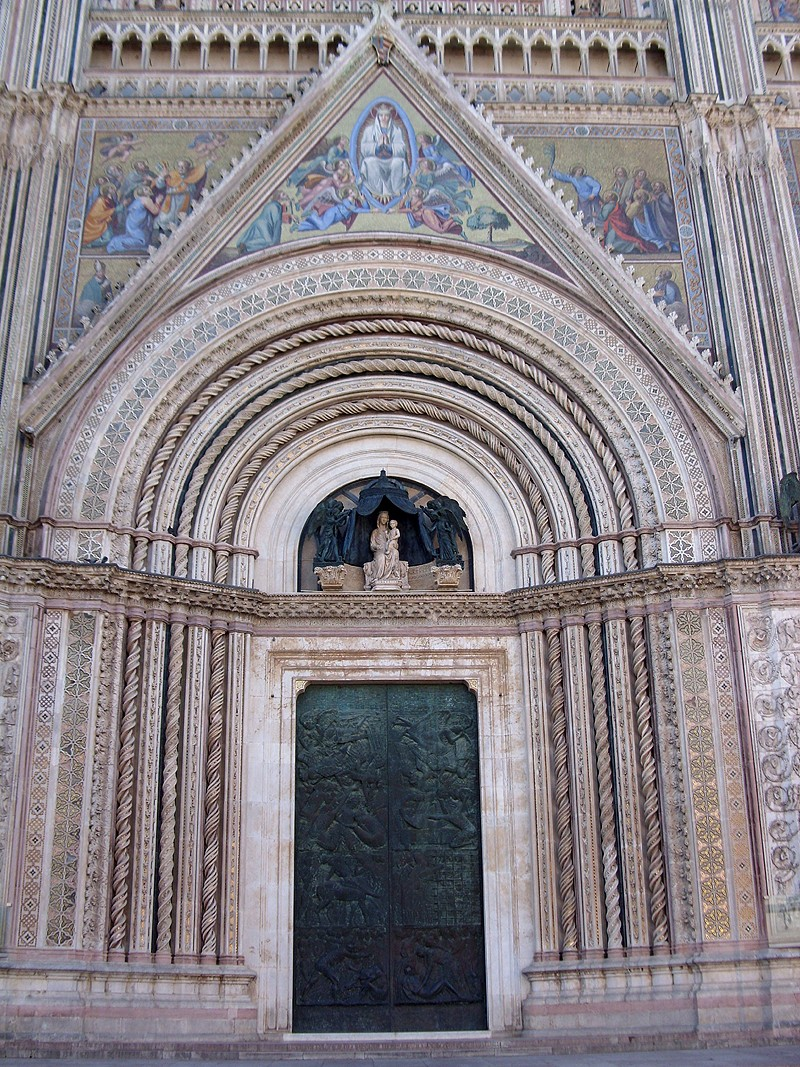
Porte centrale en bronze.

## Intérieur

### Nef

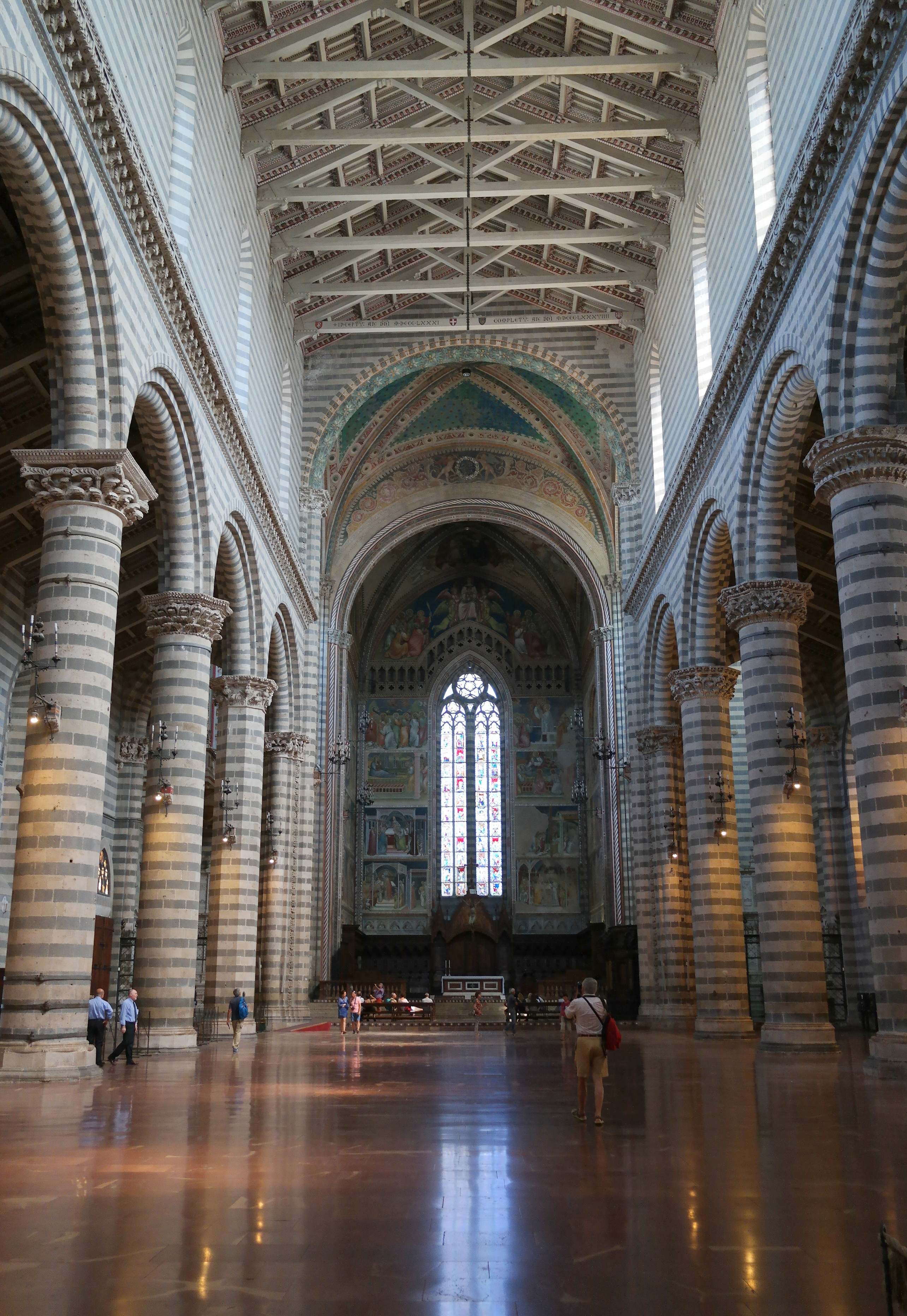
La nef et le choeur.

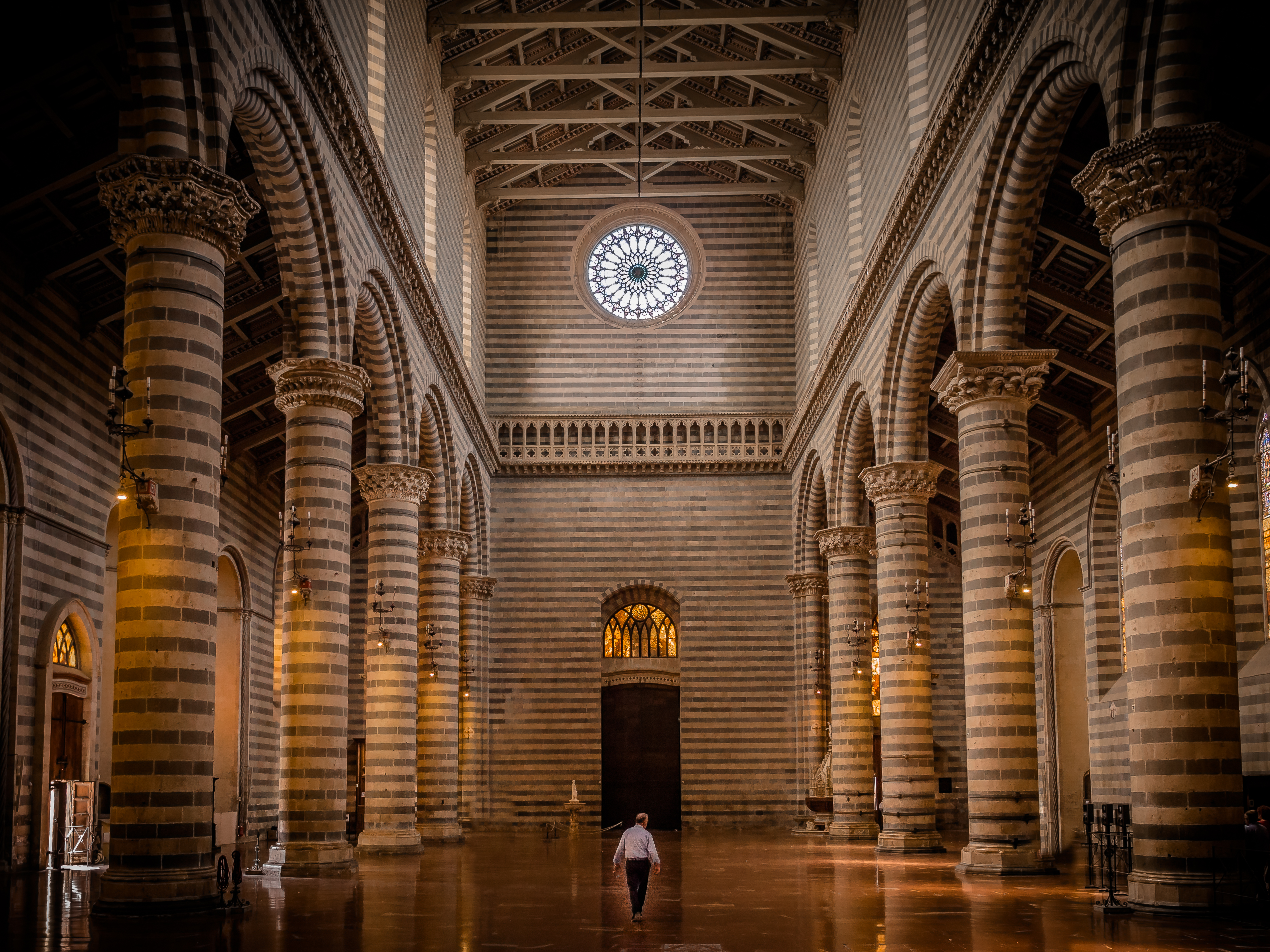
Nef et narthex, avec la rosace et la porte.

L’intérieur est de type basilical à trois nefs divisées par dix colonnes et deux pilastres de basalte noir et de travertin blanc, ornés de riches chapiteaux, dont certains réalisés par Fra Guglielmo de Pise et Ramo di Paganello. D’une longueur de 90 mètres et large de 33 mètres pour une hauteur de 34 mètres, la cathédrale mêle les formes romanes du dessin primitif et l’élancement ogival du chœur, le tout éclairé par douze ouvertures situées au-dessus des galeries par des grandes ouvertures absidiales. Le pavement, en calcaire rouge de Prodo, s’étend de l’entrée jusqu’à l’abside et donne une illusion de longueur plus importante qu’en réalité.

### Transept
Après les fonts baptismaux (1390-1407) de Luca Giovanni, la vasque d’eau bénite (1485) d’Antonio Federighi et les cinq chapelles semi-circulaires des nefs latérales, revêtues de fresques (XIVe et XVe siècles), la croisée du transept héberge 6 statues : une Pietà d’Ippolito Scalza (1579), un Christ à la colonne de Gabriele Mercanti (1627), une Madone de Raffaello da Montelupo (1563), un Ecce Homo également de Scalza, et deux statues d’Adam et Ève de Fabiano Toti.

### Chœur
Dans le chœur de l’église, au centre, domine un crucifix en bois de l’école de Maitani  et, sur les parois, des sculptures sur bois dans le style gothique de Giovanni Ammannati da Siena (1331-1340). Ugolino di Prete Ilario décora les parois de la tribune avec des scènes de la Vie de Marie (1370-1384). Derrière la tribune, des vitraux de Giovanni di Bonino achevés en 1334 garnissent la fenêtre de 16 mètres de haut et de 4,50 mètres de large. De 1608 à 1896 se trouvait sur la partie gauche du maître-autel L'Annonciation de Francesco Mochi qui maintenant est déplacée dans le musée de la cathédrale.

### Chapelle du Corporal

Chapelle du saint Corporal avec son reliquaire contenant le linge sacré miraculeusement imprégné de sang.

Dans le bras gauche du transept, s’ouvre la chapelle du Corporal (construite entre 1350 et 1356) qui tire son nom du reliquaire du saint Corporal réalisé par Ugolino di Vieri (it) en argent recouvert d’émaux translucides qui contenait le corporal (petit linge d'autel) du miracle de Bolsena et qui était prévu pour également abriter l'hostie miraculeuse.
En 1263, un prêtre de Bohème, Pierre de Prague, incrédule sur la transsubstantiation, aurait vu du sang suinter de l’hostie pendant la messe qu'il disait et tacher le corporal qui recouvrait l’autel. Le pape Urbain IV demanda qu’on transporte l'hostie et le corporal à Orvieto.
En 1363, le linge sacré a été retiré du reliquaire et placé dans un tabernacle qui s'ouvre par deux petites portes battantes pour le découvrir et qui repose sur un autel en marbre vers le fond de la chapelle au centre. Quant au reliquaire, il est aujourd'hui au musée de la cathédrale. Le cycle de fresques d’Ugolino di Prete Ilario qui décorent la chapelle racontent l’histoire du Corporal. On y trouve la Madonna dei Raccomandati, le chef-d'œuvre de Lippo Memmi.

### Chapelle San Brizio

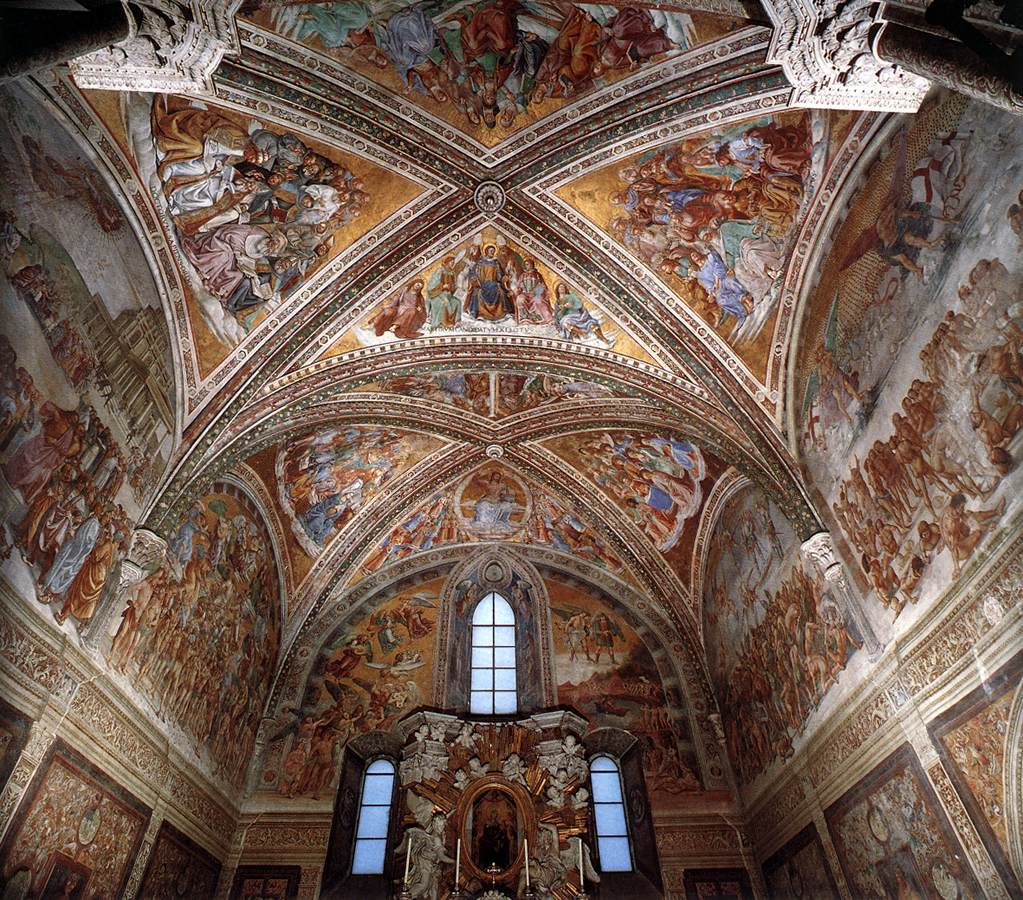
Chapelle Saint-Brice (Cappella di San Brizio). Fresques de Luca Signorelli (1499-1504).

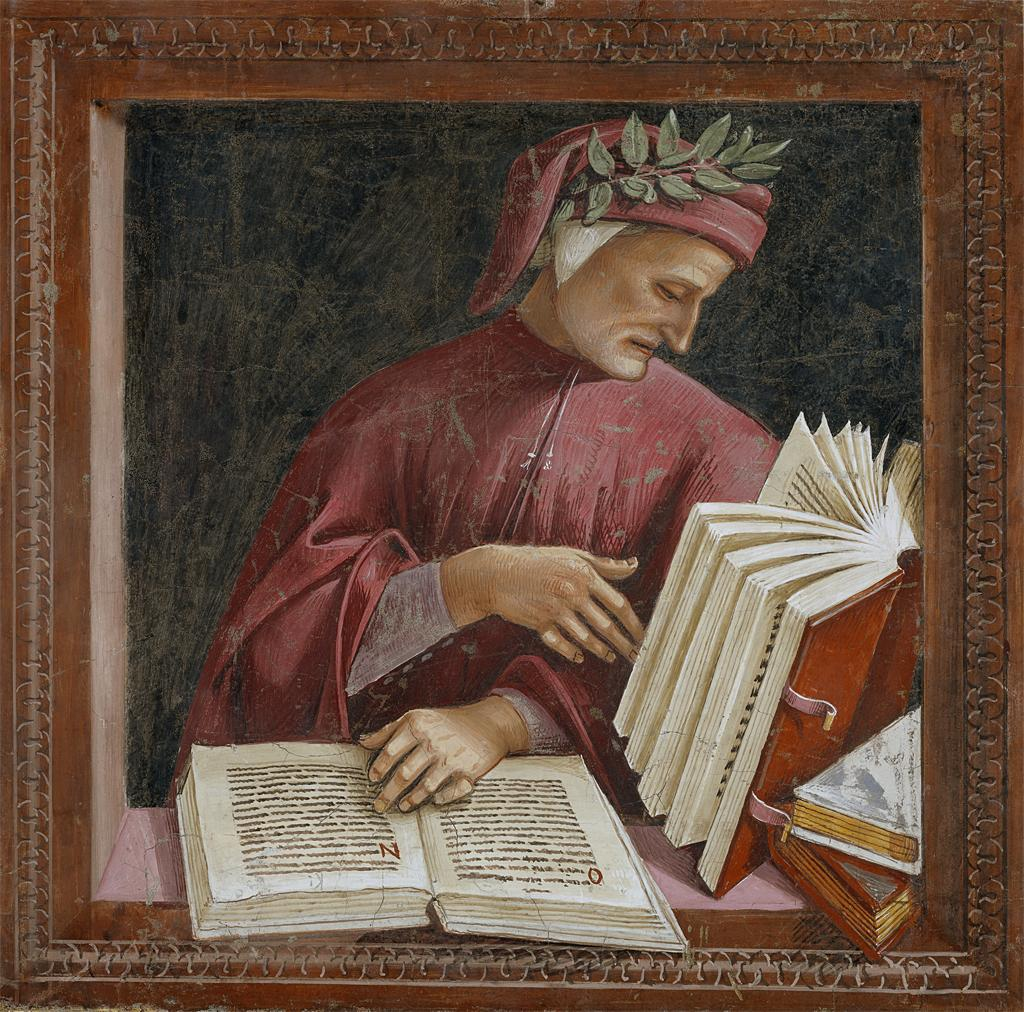
Dante lisant (panneau bas de la chapelle San Brizio).

Du côté droit de la croisée, on peut accéder à la Cappella Nova ou Cappella San Brizio (1408) – la chapelle Saint-Brice – qui figure parmi les plus importants témoignages de la peinture italienne.
La conception spatiale particulière de la chapelle et le cycle de fresques qui la décorent, réalisées en partie par Fra Angelico (1447-1449) et achevées par Luca Signorelli (1499-1504), font de cette chapelle un cas unique dans l’art italien. Signorelli conçut la chapelle comme une sphère où, autour de l’observateur, tous les points ont la même importance. Le peintre, se conformant au programme des chanoines de la cathédrale, cherche à frapper l’imagination des fidèles dans la tradition de la peinture médiévale, en donnant une vision prémonitoire de la fin du monde où l’Humanité devra subir le châtiment de la justice divine.
Toute l’eschatologie chrétienne est résumée en cinq scènes de l'Apocalypse et  du Jugement dernier : le Storie dell'Anticristo, il Finimondo, la Resurrezione della carne, i Dannati, gli Eletti, il Paradiso et L'Inferno. Tandis que Fra’Angelico s’attache dans ses deux panneaux à un soin extrême du détail, Signorelli recherche l’effet d’ensemble, par exemple dans le Jugement dernier, accompagné de représentations architecturales comme la colonnade de la partie inférieure ou bien les fenêtres où apparaissent des personnages illustres (Dante, Virgile, Ovide  qui lisent des livres ou des codex, et Empédocle regardant au-dehors de son cadre, tous appuyés sur le rebord), en un jeu d’illusions et de perspective qui donne la sensation d’entrer dans la scène peinte. Dans ses compositions, et notamment dans l’Enfer, Signorelli, s’inspirant de Dante, cherche moins à rendre la gloire divine qu’à exprimer le sentiment des êtres humains devant une réalité terrifiante. L’artiste se concentre ainsi sur les êtres qui souffrent dans leur âme et leur corps, dépeints dans un style naturaliste, et qui supplient en exprimant une vaine révolte contre leur sort.

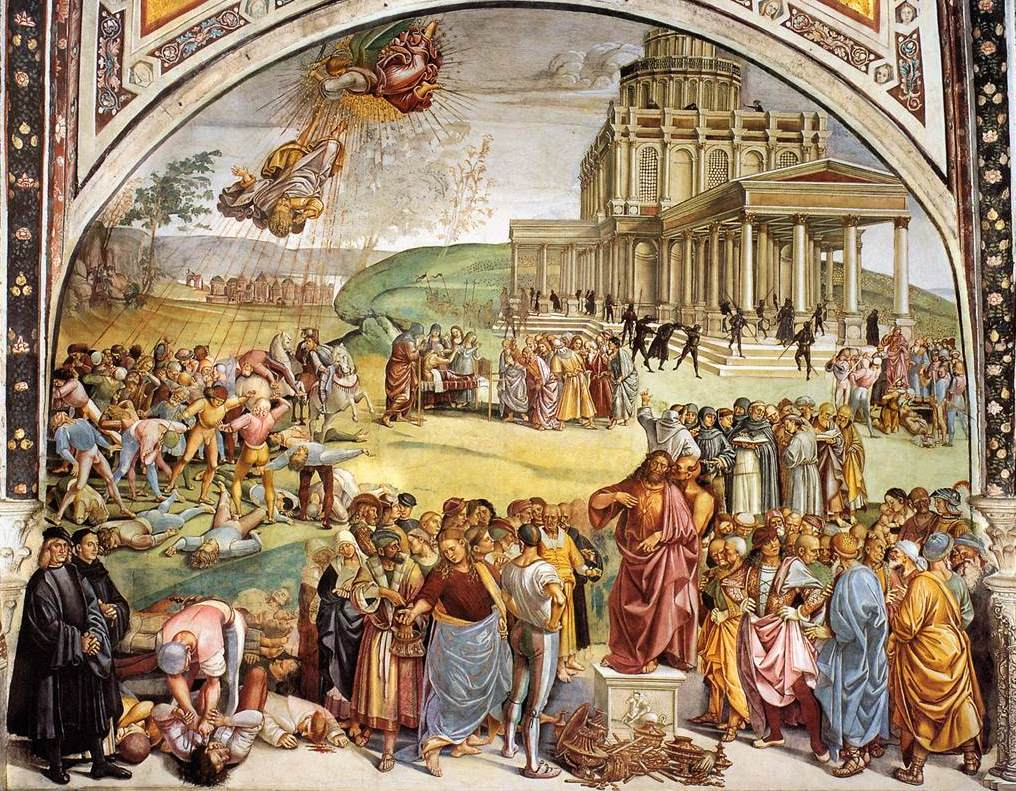
Le Jugement dernier, fresque dans la chapelle san Brizio de Fra Angelico et Luca Signorelli - épisode de la venue de l'Antéchrist. Les deux personnages en noir à gauche sont les peintres Fra Angelico et Luca Signorelli, peints par ce dernier.